# 100 montanhas célebres do Japão
100 montanhas célebres do Japão (日本百名山, Nihon Hyaku-meizan) é uma lista de montanhas no Japão que provém de uma obra escrita em 1964 pelo escritor e montanhista Kyūya Fukada. Esta lista foi estabelecida com base em critérios de beleza da montanha e das paisagens mas também da altitude. Desde a publicação do livro e com a popularidade das caminhadas no Japão na década de 1980, a ascensão destes cumes constitui um desafio importante para muitos montanhistas.

## História
No Japão, a criação de listas de montanhas célebres remonta à época Edo entre os séculos XVII e XIX: já o pintor e poeta Tani Bunchō estabeleceu uma lista de 90 montanhas notáveis, mas esta lista continha cumes relativamente baixos.
Kyūya Fukada escolheu montanhas pela sua beleza e fama, e excluiu os cumes de menos de 1500 m de altitude, à exceção do monte Tsukuba.
O livro foi um êxito literário, em particular porque foi muito apreciado pelo príncipe herdeiro Naruhito. Assim, o desenvolvimento das caminhadas na montanha no Japão na década de 1980 conduziu a uma grande frequência das 100 montanhas da lista.
A obra de Kyūya Fukada não tinha o objetivo de impor uma lista, mas pelo contrário pretendia estimular cada amador das caminhadas de montanha a fazer a sua própria lista de 100 cumes. Porém, a lista de Fukada tornou-se uma referência incontornável seguida depois por listas de 200 montanhas, de 300 montanhas, das 100 montanhas notáveis pela sua flora, etc.
Alguns montanhistas cumpriram o desafio de visitar todas as 100 montanhas. Os que o fizeram em tempo recorde foram:
- o montanhista japonês Tsuneo Shigehiro (重廣 恒夫, Shigehiro Tsuneo) completou o lote em 123 dias em 1996;
- os neozelandeses Craig McLachlan e Travis Taiaroa demoraram 78 dias em 1997;
- em 2002, o recorde caiu para 66 dias.

## Lista por região

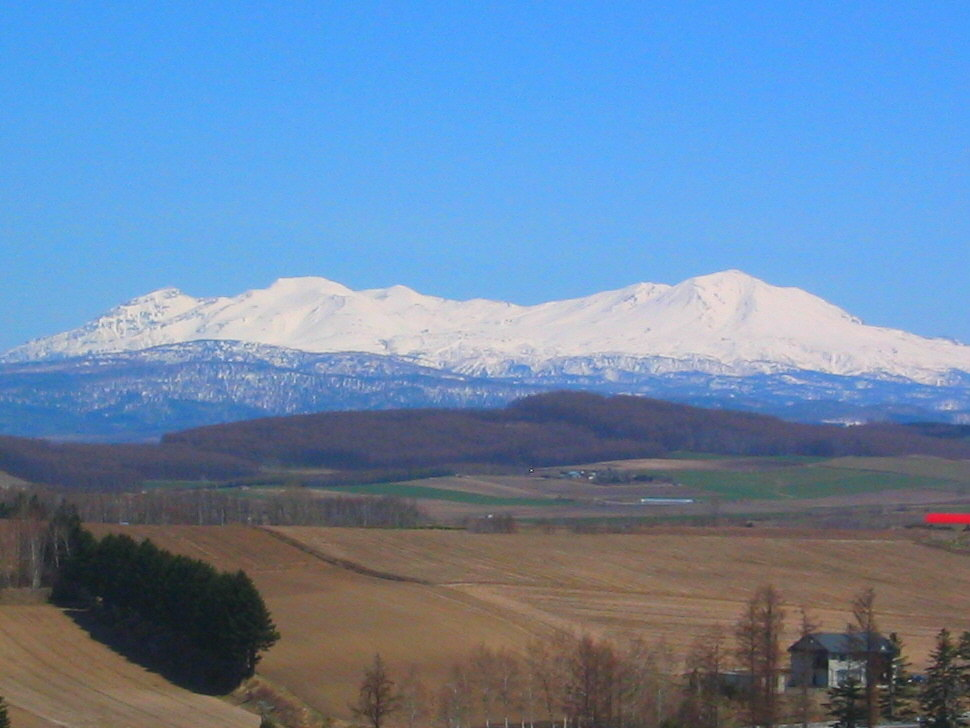
O conjunto vulcânico de Daisetsuzan.

### Hokkaidō
- Conjunto vulcânico de Akan (阿寒岳)
- Conjunto vulcânico de Daisetsuzan (大雪山)
- Monte Poroshiri (幌尻岳)
- Monte Rausu (羅臼岳)
- Monte Rishiri (利尻岳)
- Monte Shari (斜里岳)
- Monte Tokachi (十勝岳)
- Monte Tomuraushi (トムラウシ山)
- Monte Yōtei (羊蹄山)

### Região Tōhoku

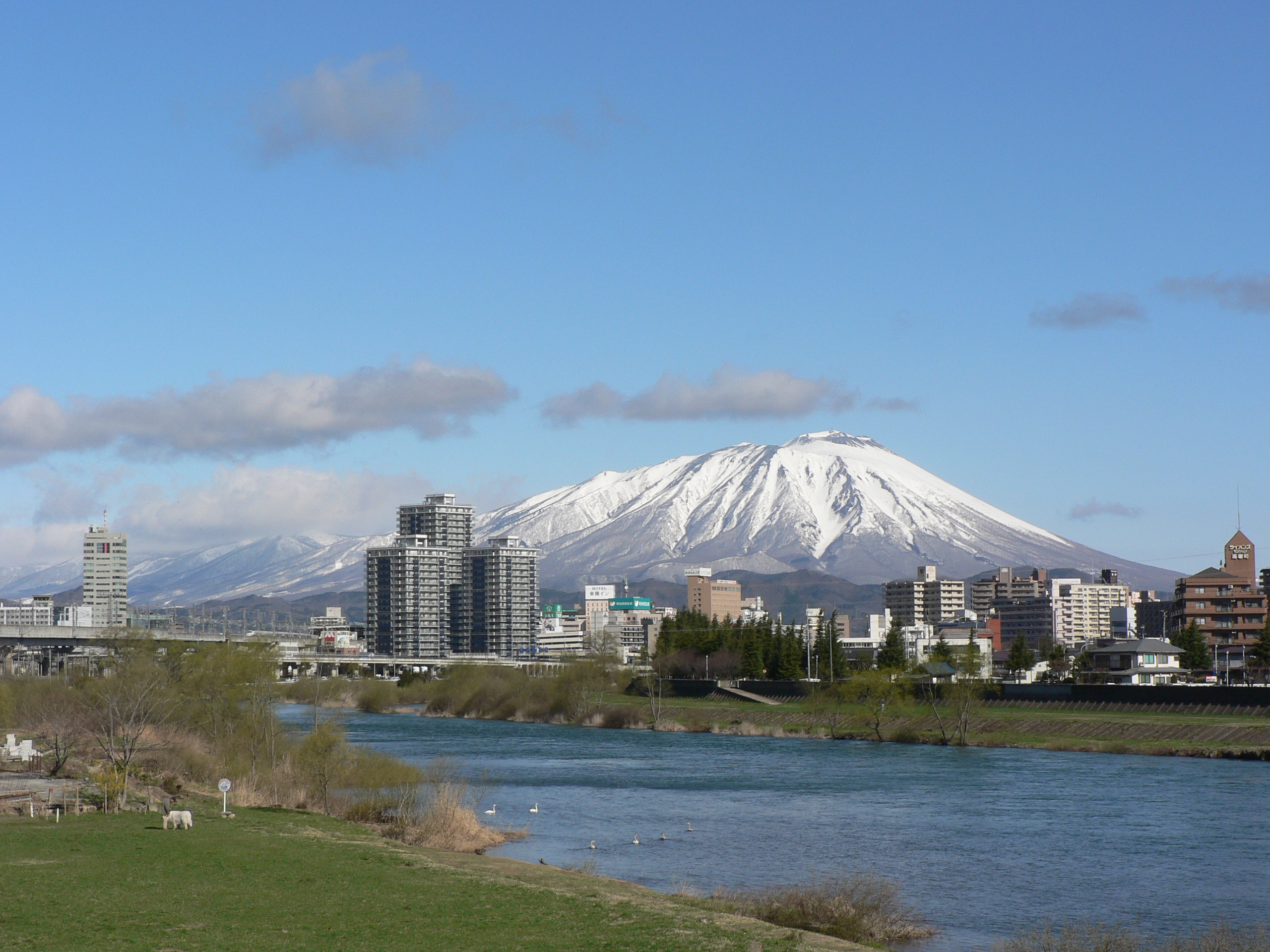
O monte Iwate visto de Morioka.

- Monte Adatara (安達太良山)
- Monte Aizu-Komagatake (会津駒ヶ岳)
- Monte Asahi (朝日岳)
- Monte Azuma (吾妻山)
- Monte Bandai (磐梯山)
- Monte Chokai (鳥海山)
- Monte Gassan (月山)
- Monte Hachimantai (八幡平)
- Montes Hakkoda (八甲田山)
- Monte Hayachine (早池峰山)
- Monte Hiuchigatake (燧ヶ岳)
- Monte Iide (飯豊山)
- Monte Iwaki (岩木山)
- Monte Iwate (岩手山)
- Monte Zaō (蔵王山)

### Região de Kantō

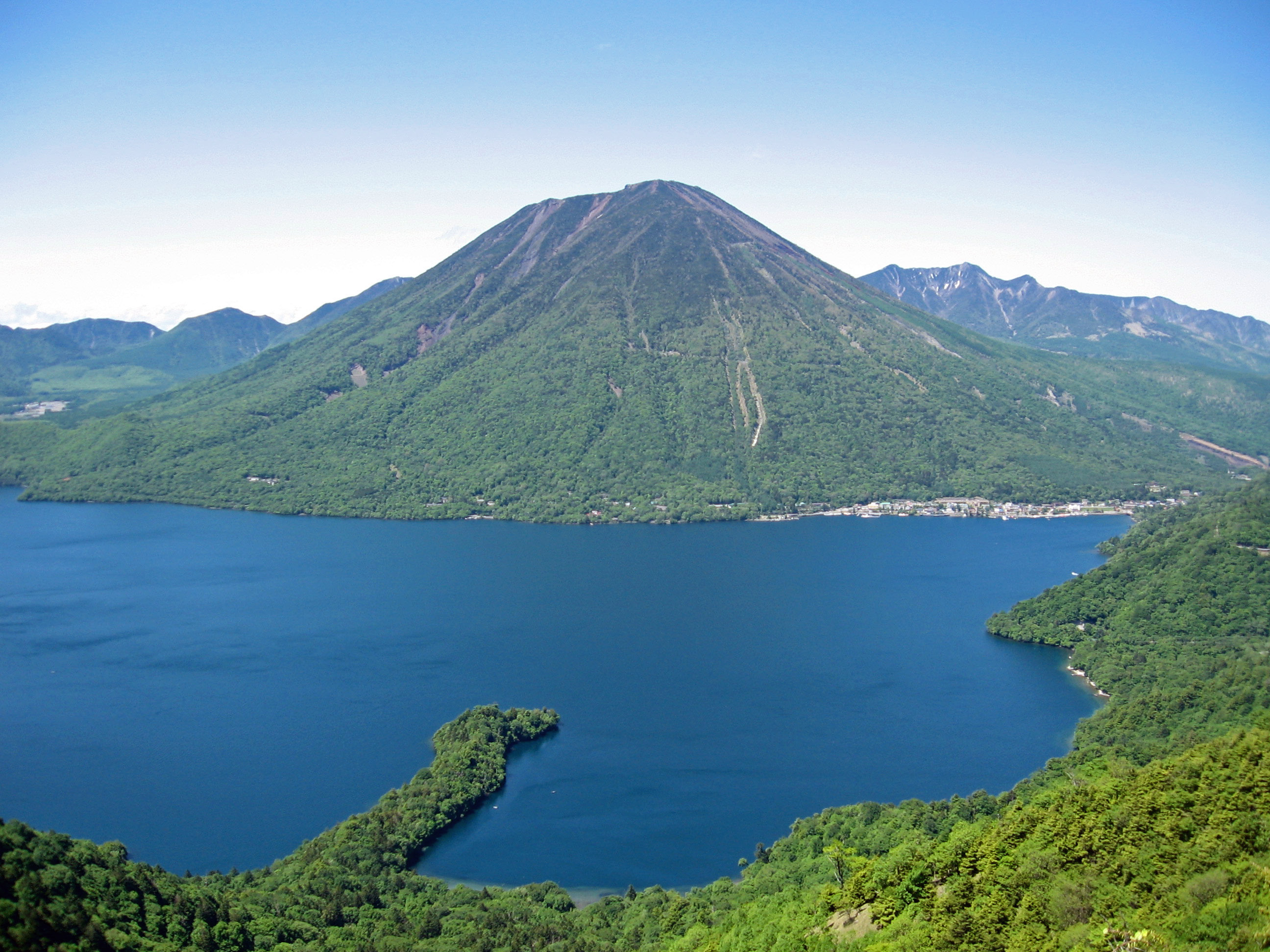
O monte Nantai.

- Monte Akagi (赤城山)
- Monte Asama (浅間山)
- Monte Azumaya (四阿山)
- Monte Hiragatake (平ヶ岳)
- Monte Kumotori (雲取山)
- Monte Kusatsu-Shirane (草津白根山)
- Monte Nantai (男体山)
- Monte Nasu (那須岳)
- Monte Nikkō-Shirane (日光白根山)
- Monte Ryōkami (両神山)
- Monte Shibutsu (至仏山)
- Monte Sukai (皇海山)
- Monte Tanigawa (谷川岳)
- Monte Tanzawa (丹沢山)
- Monte Tsukuba (筑波山)

### Região de Chūbu
- Monte Aino (間ノ岳)
- Montes Akaishi (赤石岳)
- Monte Amagi (天城山)
- Monte Amakazari (雨飾山)
- Monte Daibosatsu (大菩薩岳)
- Monte Ena (恵那山)

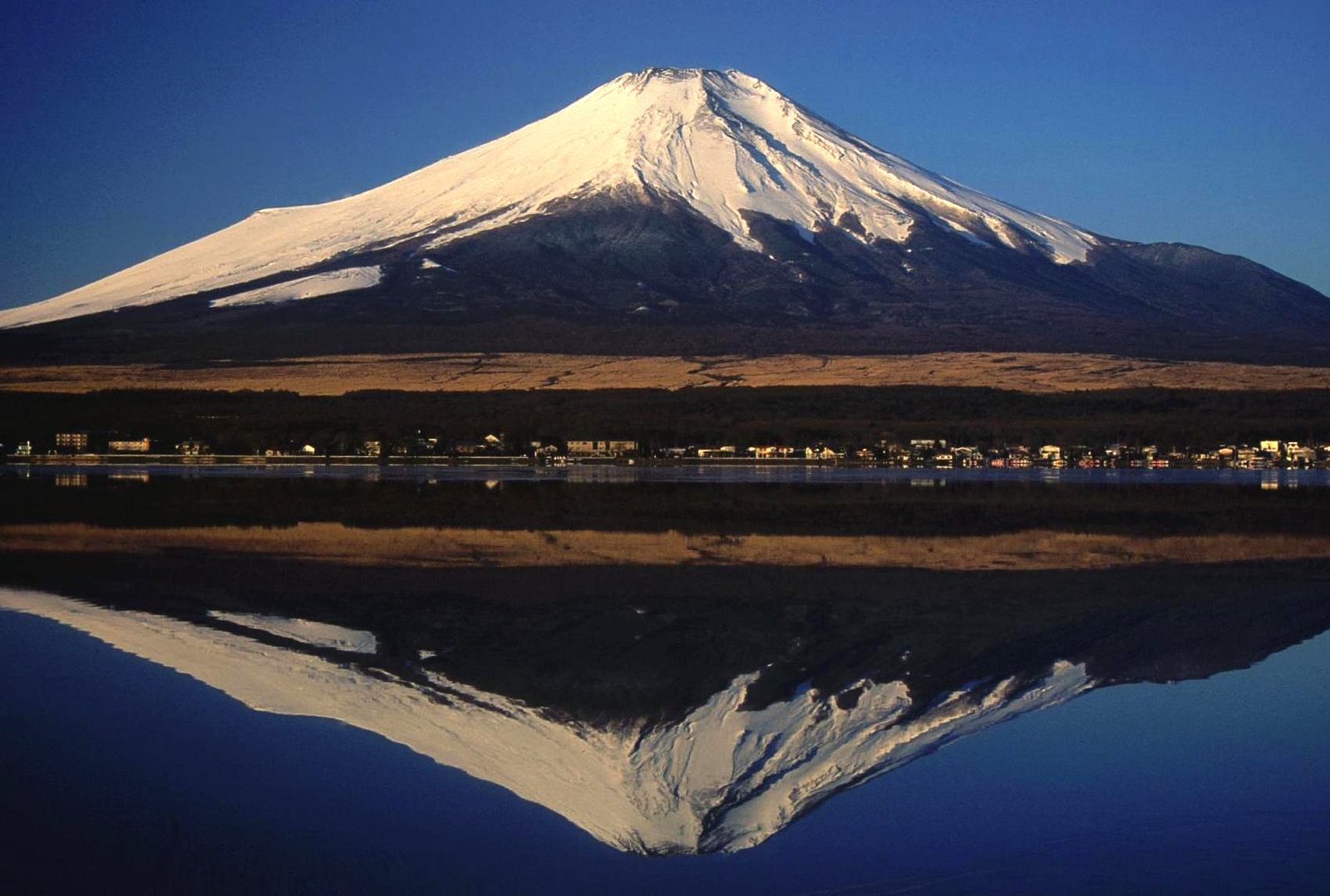
O monte Fuji e o lago Yamanaka.

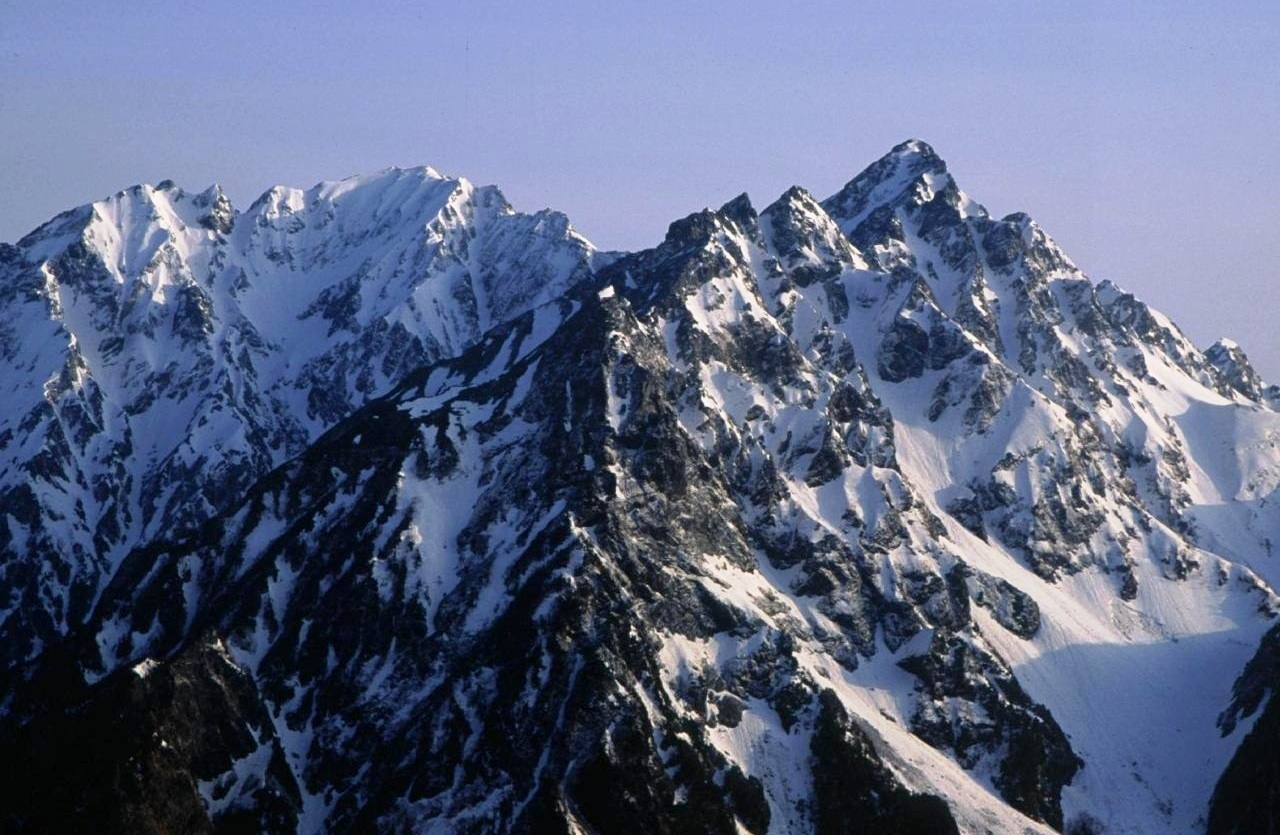
O monte Hotaka.

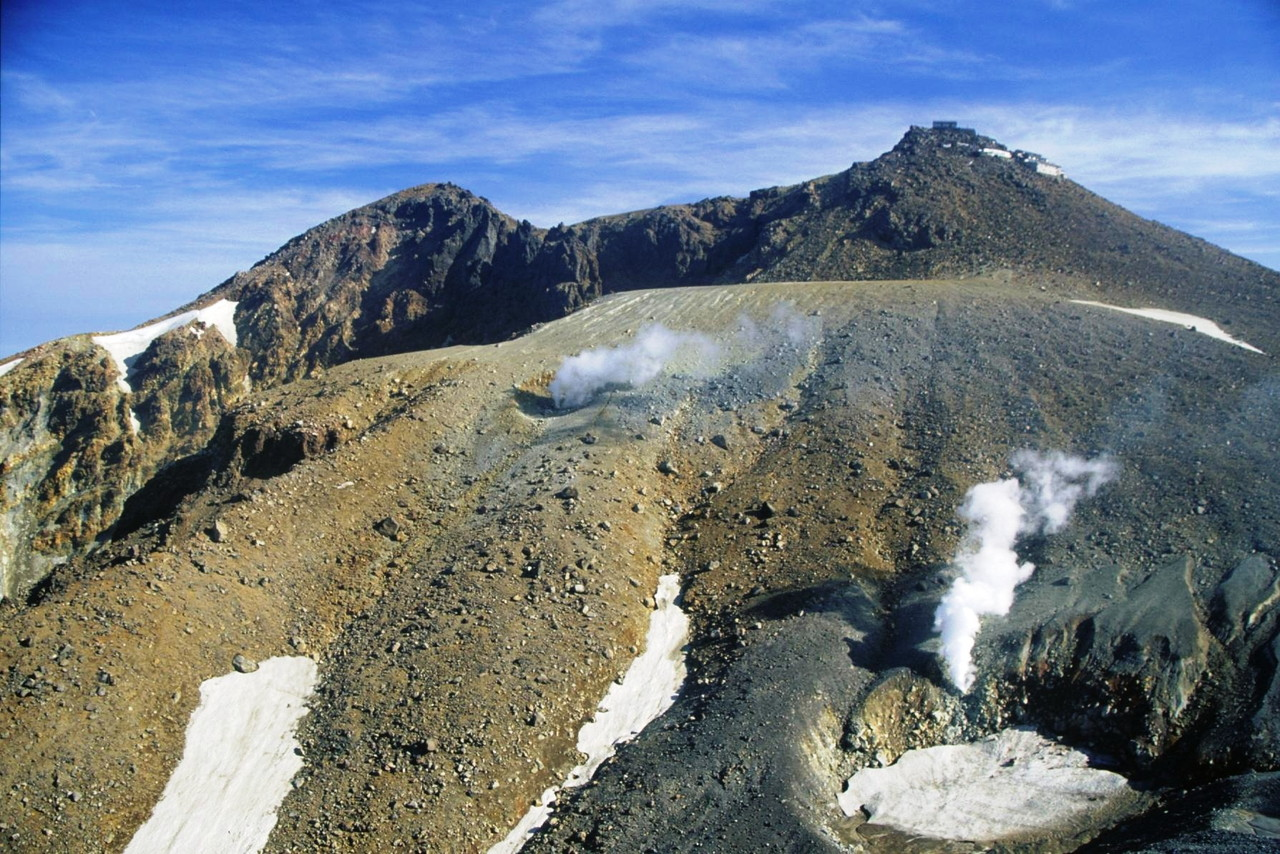
O monte Ontake.

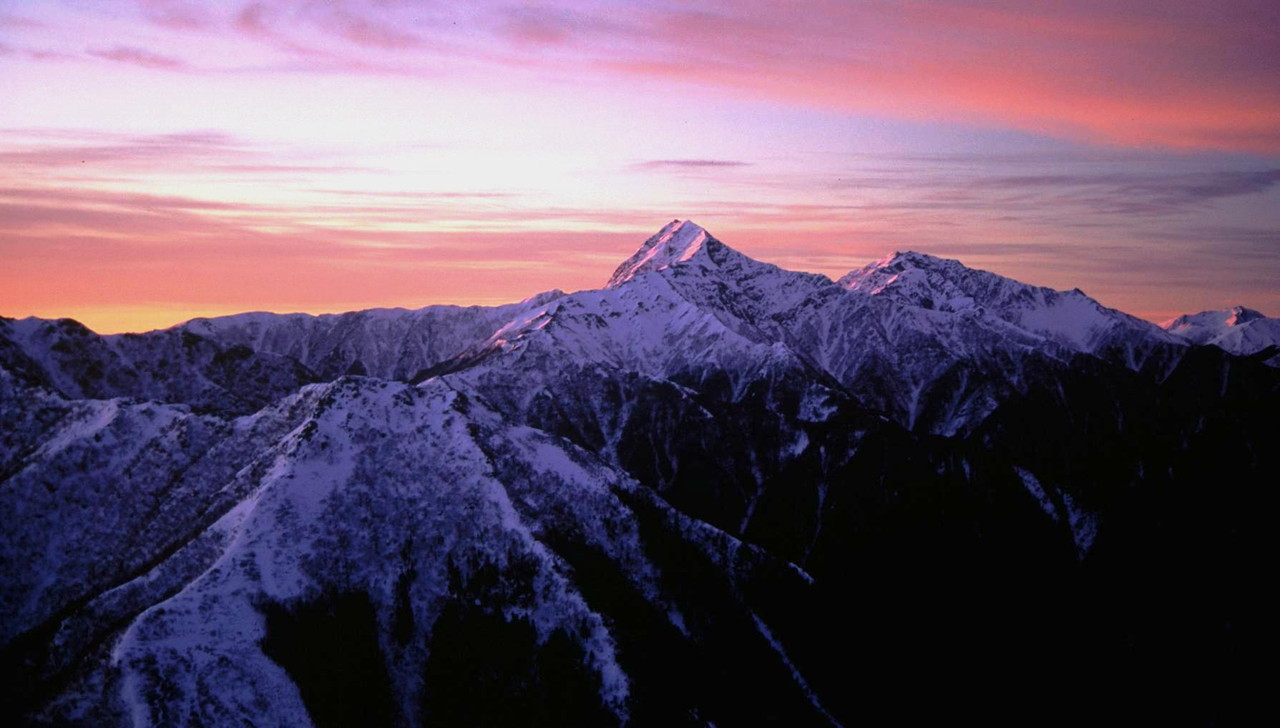
O monte Kita.

- Monte Fuji (富士山) - o mais alto do Japão
- Monte Goryū (五竜岳)
- Monte Haku (白山)
- Monte Hijiri (聖岳)
- Monte Hiuchi (火打山)
- Monte Hōō (鳳凰山)
- Monte Hotaka (穂高岳)
- Monte Jōnen (常念岳)
- Monte Kaikoma (甲斐駒ヶ岳)
- Monte Kasa (笠ヶ岳)
- Monte Kashima Yarigatake (鹿島槍ヶ岳)
- Monte Kinpu (金峰山)
- Monte Kirigamine (霧ヶ峰)
- Monte Kisokoma (木曾駒ヶ岳)
- Monte Kita (北岳)
- Monte Kobushi (甲武信ヶ岳)
- Monte Kuro (黒岳)
- Monte Kurobe-Gorō (黒部五郎岳)
- Monte Makihata (巻機山)
- Monte Mizugaki (瑞牆山)
- Monte Myōkō (妙高山)
- Monte Naeba (苗場山)
- Monte Norikura (乗鞍岳)
- Monte Ontake (御嶽山) - o segundo mais alto vulcão do Japão
- Monte Senjō (仙丈ヶ岳)
- Monte Shiomi (塩見岳)
- Monte Shirouma (白馬岳)
- Monte Takatsuma (高妻山)
- Monte Tateshina (蓼科山)
- Monte Tate (立山)
- Monte Tekari (光岳)
- Monte Tsurugi (剣岳)
- Monte Uonuma-Komagatake (魚沼駒ヶ岳)
- Monte Utsugi (空木岳)
- Monte Warusawa (悪沢岳)
- Monte Washiba (鷲羽岳)
- Monte Yake (焼岳)
- Monte Yakushi (薬師岳)
- Monte Yari (槍ヶ岳)
- Yatsugatake (八ヶ岳)
- Utsukushigahara (美ヶ原)

### Japão ocidental
- Monte Arashima (荒島岳)
- Monte Aso (阿蘇山)
- Daisen (大山)
- Monte Ibuki (伊吹山)

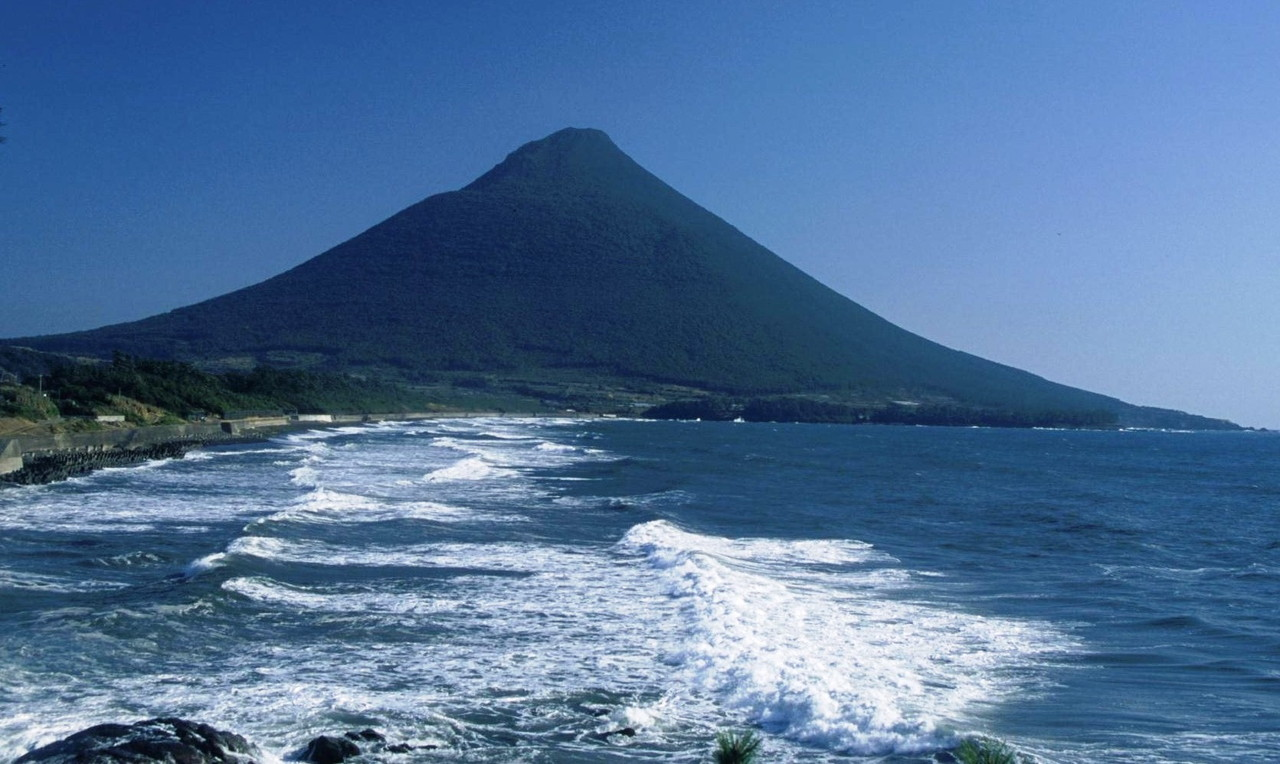
O monte Kaimon.

- Monte Ishizuchi (石鎚山) - o mais alto de Shikoku
- Monte Kaimon (開聞岳)
- Montes Kirishima (霧島山)
- Monte Kujū (九重山) ou Kokonoe - no topo de Kyushū
- Monte Miya-no-ura (宮之浦岳)
- Monte Ōdaigahara (大台ヶ原山)
- Monte Ōmine (大峰山)
- Monte Sobo (祖母山)
- Monte Tsurugi (剣山)